# Showroom (televisieprogramma)
Showroom was een Nederlands televisieprogramma dat van 1977 tot 1982 door de NCRV werd uitgezonden. Het werd gemaakt door Jan Fillekers, Henk van der Horst en Arnold-Jan Scheer. Het was een programma waarin excentrieke personen aan het woord kwamen. Deze mensen vertelden over hoe ze hun dagen doorbrachten en hoe zij tegen het leven aankeken.

## Medewerkers
- Interviewers: Jan Fillekers en Arnold-Jan Scheer
- Presentatoren: Henk van der Horst, Jan Fillekers en Coen van Vrijberghe de Coningh (1977-1980)
- Montage: Bob de Graaf, Fillekers en Van der Horst
- Productie: Dita Jansen
- Camera: Wil Rutten
- Geluid:  Hans Carpentier, Jan Wouter Stam
- Hetty de Heks: Babette "blurk" Verburg

## Geschiedenis

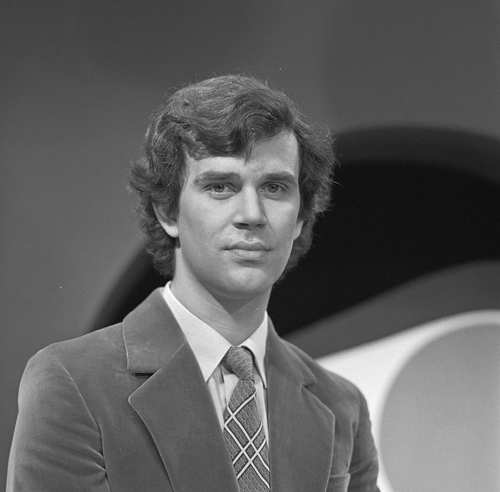
Coen van Vrijberghe de Coningh, de studiopresentator van 1977 tot 1980

Showroom kwam voort uit een NCRV-radioprogramma voor jongeren, Halte, waarvan Jan Fillekers eindredacteur was. Deze interviews vielen op doordat men vanaf 1966 eigenzinnige, excentrieke, aparte mensen opspoorde voor een interview. Dit bracht Fillekers op het idee van een televisieprogramma getiteld Kijkkijk (inzending Montreux) over uitsluitend dit soort personen. Hij stelde dit programma voor aan zijn baas bij de afdeling 'Gevarieerd'. Dit programma werd in 1971 opgevolgd door D'rop en D'ran. Beide programma's waren tv-voorlopers van het latere Showroom.
Showroom begon aanvankelijk als een groot studioprogramma met een uitgebreide redactie (onder anderen Gerrit den Braber, Rik Felderhof, Hugo Brandt Corstius alias Piet Grijs, Drs. P en Ben ten Holter). Het werd opgenomen in Studio 7 van het Media Park als een liedjes- en sketchesprogramma, een parodie op de op dat moment opkomende 'showbussinesjournalistiek'. Coen van Vrijberghe de Coningh was er in van 1977 tot 1980 de studiopresentator. Hij volgde hiermee Tom Meijer op na slechts twee afleveringen, omdat Meijer naar eigen zeggen niet of nauwelijks werd betrokken bij samenstelling van de uitzending.
Showroom ging vanaf 1980 de studio uit en op reportage het land in. Henk van der Horst deed de beeldregie van deze reportages.
In 1981 kreeg Showroom een eervolle Nipkowvermelding.

## Interviews (selectie)
Een selectie van interviews van Fillekers:
- Dirk van Noort, de man die niet geloofde dat er mensen op de maan waren geweest.
- Daan Modderman, die zich in zijn eigen lijkkoets ten grave liet rijden
- Tante Jet, die roeiboten verhuurde aan de Langeraarse plassen
- Tante Jen die op haar 86ste met haar handkar vodden langs de huizen trok
- Leen Bron, de eerste Nederlandse boomchirurg
- De gebroeders Bijmolt
- Sou Berck, een 83-jarige wandkledenmaakster

Een selectie van interviews van Scheer:
- Jean Prick, de man die huilde omdat hij van zijn vader geen Bugatti kreeg, "het eerste emotie tv-moment in Nederland" (aldus Van der Horst)
- Ansje Gerding LeComte, de vrouw die kabouters in haar achtertuin en omgeving van haar huis in Nunspeet waarnam, wat door haar man die chemieprofessor was, met liefde werd begrepen
- Peter Haak, die naar de boordradio van vliegtuigen luisterde in zijn Friese huisje en de condensstrepen ervan dromend beschouwde bij de geur van een flesje kerosine

## Na Showroom
In 1981 publiceerde Scheer het boek Paradijsvogels met portretten van de bijzondere mensen die hij voor het programma had ontmoet. Ook organiseerde hij een avond in Paradiso in Amsterdam (Paradijsvogels in Paradiso), waar onder meer optraden: de Verzamelaar van dia's van tramongelukken, de Sterke Belg, Het Vuilharmonisch Orkest (zwervers en daklozen) en de Dame met de aangeklede hondjes Grace Maddy) en noemde het aldus ontstane genre: Naïef Variété.
Genreopvolgers van Showroom waren Paradijsvogels (1992-1996) en De Stoel van Rik Felderhof, die redactionele bijdragen had geleverd en veel onderwerpen had opgespoord via zijn radioprogramma Rozengeur en Prikkeldraad (1975).
Andere op Showroom geïnspireerde derivaten waren: Man bijt hond (1998) en de programma's van Michiel van Erp, Lang leve ... (2001).

## Joris' Showroom
Van november tot december 2008 zette de NCRV de programmaformule 'Showroom' voort in een nieuwe vierdelige serie: Joris' Showroom, met als presentator interviewer Joris Linssen. De eerste aflevering bereikte een kijkdichtheid van 900.000 kijkers. De serie kreeg in 2009 en 2011 tot en met 2014 een vervolg, in het laatste seizoen onder de naam Joris' Wereld.

## Verschenen boeken en dvd's
- Fillekers, Jan, & Henk van der Horst, Showroom, Baarn: Fontein, 1983, ISBN 9026121458 (een bundeling interviews uit het tv-programma).
- Fillekers, Jan, & Henk van der Horst, Denkend aan Showroom (2 dvd's, 360 min.), Hilversum: Just Entertainment, 2006 (fragmenten uit Showroom en herinneringen).
- Scheer, Arnold-Jan, Paradijsvogels: wonderlijke medemensen, Amsterdam: Loeb, 1981, ISBN 9062132669 (reportages uit onder andere Showroom).
- Scheer, Arnold-Jan, Ton van Dijk, Floris Bergkamp et al., Een andere werkelijkheid, Amsterdam: Voetnoot, 2008, ISBN 9789078068204 (over onder andere Showroom en Paradijsvogels).
- Joris Linssen, Jasper van Bladel, Joris' Wereld, Lecturis, 2014, ISBN 9789462260894